# Socle / bloc

La tour Marcel-Brot près de Nancy, exemple d'architecture socle / bloc.

Socle / bloc, ou socle / tour, est une configuration de bâtiment en deux volumes, définie par Joseph Abram (d), architecte et chercheur en histoire de l'architecture, comme « une plate-forme » (le socle), « surmontée d'un plot ou d'une plaque, voire d'une tour ou d'une barre » (le bloc).

## Avantage
L'avantage de cette « dualité typologique » est la possibilité de répartir fonctionnellement les espaces entre le socle et le bloc : la souplesse du socle permet d'accueillir des espaces exceptionnels en taille ou en destination, tandis que la sérialité du bloc offre des espaces répétitifs tels que des bureaux ou des chambres d'hôtel ou d'hôpital,.

## Utilisation
Elle est particulièrement employée dans les bâtiments publics (hôtels de ville, préfectures, musées).
Elle était en vogue dans les années 1960-1970 en France. Voici quelques exemples de réalisations qui l'utilisent, :
- le palais de justice de Lille, de Jean Willerval et Marcel Spender, 1966–1967 ;
- la préfecture de Nanterre, d'André Wogenscky et Alain Richard, 1965–1972 ;
- l'hôtel de ville de Grenoble, de Maurice Novarina, 1965–1967 ;
- l'hôtel de ville de Créteil, de Pierre Dufau, 1972–1974 ;
- la tour Marcel-Brot à Jarville-la-Malgrange, de Louis Fleck (d), 1968–1970 ;
- le musée des arts et traditions populaires à Paris, de Jean Dubuisson, 1959–1969 ;
- le centre hospitalier universitaire de Caen d'Henry Bernard, 1968–1974[7] ;
- la Caisse d'allocations familiales de la rue Viala à Paris, de Raymond Lopez, 1953–1959[1] ;
- la caserne Masséna à Paris, de Jean Willerval, 1963–1973[8].